# Amateurfunkbetriebsart

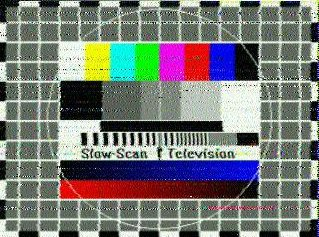
Die Amateurfunkbetriebsart Slow Scan Television (SSTV) ermöglicht die Übertragung von Bildern unter Nutzung einer Bandbreite von nur 2,7 kHz auch im Kurzwellenbereich. Hier ein Testbild.

Im Amateurfunk werden unterschiedliche Betriebsarten verwendet. Beispiele sind die „klassische“ Morse-Telegrafie sowie Telefonie (kurz Fonie, also Sprechfunk) und moderne, zumeist computergestützte digitale Verfahren, häufig genannt Digimodes.

## Zweck
Die unterschiedlichen Betriebsarten dienen alle einem Zweck, nämlich der Informationsübertragung mithilfe der Funktechnik. Dabei handelt es sich zumeist um Textnachrichten; jedoch können auch andere Daten, beispielsweise Bilder mithilfe von SSTV übertragen werden (Bild). Während viele dieser Betriebsarten, wie AMTOR, FT8, PACTOR, PSK, RTTY und andere, auf ein entsprechendes Gerät oder einen Computer angewiesen sind, auch als MGM (Machine Generated Mode) bezeichnet, kann die Morsetelegrafie (kurz CW für Continuous Wave) auch per Hand betrieben werden. Wenn ein Computer zur Dekodierung der Signale verwendet wird, wird das empfangene NF-Signal in die Soundkarte eingespeist, es sei denn der Transceiver (Trx) verfügt bereits selbst über eine integrierte Soundkarte. Entsprechend werden die zu sendenden Signale von der Soundkarte umgewandelt und dann gesendet. Anstelle der Soundkarte kann auch ein Terminal Node Controller (TNC) wie ein Modem verwendet werden.
Die digitalen Verfahren haben den Amateurfunk erweitert. Die Kombination eines handelsüblichen Computers mit einem Funkgerät gestattet Datenübertragungsraten von ca. 3 kBit/s (ARDOP). Mit einem TNC als Zusatzgerät sind Bitraten bis ca. 5 kBit/s (PACTOR-IV) ohne Datenkompression in einem Sprechfunkkanal mit 2400 Hz Bandbreite möglich.
Entscheidend für die Empfangbarkeit ist das Signal-Rausch-Verhältnis (SNR). Während Telefoniesignale eine Bandbreite von etwa 3 kHz und ein SNR von mindestens 10 dB benötigen, um noch verständlich zu sein, können andere Betriebsarten noch dekodiert werden, wenn das SNR sogar kleiner als 0 dB ist. Beispiele sind die Morsetelegrafie und die moderne digitale Betriebsart FT8, für die −15 dB beziehungsweise −20 dB, letztere bei nur 50 Hz Bandbreite hinreichend sind. Insofern erlauben digitale Betriebsarten geringere Sendeleistungen beziehungsweise ermöglichen größere Reichweiten als Telefonie.

## Arten
| Sendeart                                              | Übertragung von             | Modulationsarten | Besonderheiten                                                                  |
| ----------------------------------------------------- | --------------------------- | ---------------- | ------------------------------------------------------------------------------- |
| AMTOR (Amateur Teleprinting Over Radio)               | Text                        | AFSK             | Fehlerkorrektur                                                                 |
| APRS (Automatic Packet Reporting System)              | Daten                       | AFSK             | Datennetzwerk zur Übertragung von Positionsbaken, Wetterdaten, Textmitteilungen |
| ARDOP (Amateur Radio Digital Open Protocol)           | Daten                       | FSK, PSK, QAM    | Datennetzwerk, Nachfolger von WINMOR für WinLink                                |
| ATV (Amateur Television, Amateurfunk-Fernsehen)       | bewegte Bilder              | AM und FM        | ab dem 2-Meter-Band                                                             |
| C4FM (Continuous 4-Level Frequency Modulation)        | Sprache und Daten (digital) | PSK              | öffentlich spezifizierter Sprachcodec                                           |
| CLOVER                                                | Daten                       |                  | proprietär, Fehlerkorrektur                                                     |
| D-STAR (Digital Smart Technologies for Amateur Radio) | Sprache und Daten (digital) | GMSK             | proprietärer Sprachcodec                                                        |
| DATV (Digital Amateur Television)                     | bewegte Bilder (digital)    | GMSK und QPSK    |                                                                                 |
| DMR (Digital Mobile Radio)                            | Sprache und Daten (digital) | FSK              | üblicherweise proprietärer Sprachcodec                                          |
| Fax (Faksimile)                                       | Standbilder                 | AM oder FM       | Datenkompression                                                                |
| Feld-Hell (Hellschreiber)                             | Text als Rasterbild         | ASK              |                                                                                 |
| FT8                                                   | Text                        | AFSK             | für geringes Signal-Rausch-Verhältnis                                           |
| G-TOR (Golay-Teleprinting Over Radio)                 | Daten                       | FSK              | Fehlerkorrektur und Datenkompression                                            |
| JS8                                                   | Text                        | AFSK             | für geringes Signal-Rausch-Verhältnis                                           |
| MT63                                                  | Daten                       | PSK              | Fehlerkorrektur                                                                 |
| Olivia MFSK                                           | Daten                       | FSK              | Fehlerkorrektur                                                                 |
| Packet Radio                                          | Daten                       | FSK              | Datennetzwerk                                                                   |
| PACTOR (Packet Teleprinting Over Radio)               | Daten                       | AFSK und PSK     |                                                                                 |
| PSK-Varianten (PSK31, PSK63, PSK125)                  | Text                        | PSK              | verschiedene Bandbreiten                                                        |
| RSID (Reed-Solomon-Identifikation)                    | Daten                       | FSK              | zur automatischen Identifikation des ausgesendeten Protokolls                   |
| ROS                                                   | Daten                       | FSK              | Fehlerkorrektur                                                                 |
| RTTY (Radio Teletype, Funkfernschreiben)              | Text                        | FSK              | Üblicherweise Baudot-Code (CCITT-2) oder ASCII                                  |
| SATV (Schmalband-ATV)                                 | bewegte Bilder              | FM               |                                                                                 |
| SSTV (Slow Scan Television)                           | Standbilder                 | SSB oder FM      |                                                                                 |
| Telefonie (Sprechfunk)                                | Sprache (analog)            | AM, FM oder SSB  |                                                                                 |
| Telegrafie (CW, Morsetelegrafie)                      | Text                        | ASK              | als Morsezeichen                                                                |
| TETRA                                                 | Sprache und Daten           | DQPSK            |                                                                                 |
| VARA                                                  | Daten                       | FSK, PSK, QAM    | für Datennetzwerk WinLink                                                       |
| WINMOR (WinLink mail over radio)                      | Daten                       | FSK, PSK, QAM    | Alternative zu Pactor, Datennetzwerk für z. B. E-Mail                           |
| WSJT (Weak Signal Communication, by K1JT)             | Text                        | FSK              | Gruppe von Übertragungsprotokollen für geringes Signal-Rausch-Verhältnis        |
| WSPR (Weak Signal Propagation Reporter)               | Daten                       | FSK              | Verfahren zur Bestimmung der Ausbreitungsbedingungen                            |